# A Feather in His Hare
A Feather in His Hare est un cartoon réalisé par Chuck Jones, sorti en 1948.
Il met en scène Bugs Bunny.